# Waffenstillstand von Moudros

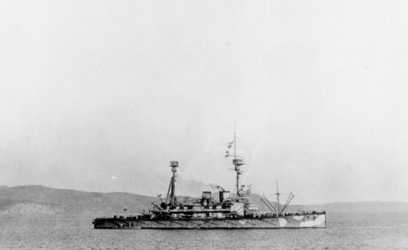
Die HMS Agamemnon

Der Waffenstillstand von Moudros, der die Feindseligkeiten zwischen dem Osmanischen Reich und der Entente am nahöstlichen Kriegsschauplatz des Ersten Weltkrieges beendete, wurde am 30. Oktober 1918 vom türkischen Marineminister Rauf Orbay und vom britischen Admiral Somerset Gough-Calthorpe an Bord der Agamemnon im Hafen von Moudros auf der griechischen Insel Limnos unterzeichnet.

## Vorgeschichte
Die Entwicklungen in Südosteuropa machten die Hoffnungen der osmanischen Regierung zunichte. Die Salonikifront war seit 1916 weitgehend stabil. Im September 1918 starteten die alliierten Streitkräfte (unter dem Kommando von Louis Franchet d'Espèrey) eine plötzliche Offensive, die sich als recht erfolgreich erwies. Die bulgarische Armee wurde besiegt und der Waffenstillstand von Thessaloniki wurde vereinbart. Dies untergrub sowohl die deutschen als auch die osmanischen Interessen, da die Deutschen keine Truppen übrig hatten, um Österreich-Ungarn vor der neu entstandenen Verwundbarkeit in Südosteuropa nach den Verlusten in Frankreich zu schützen, und die Osmanen plötzlich vor der Aufgabe standen, Istanbul ohne bulgarische Hilfe gegen eine europäische Landbelagerung zu verteidigen.
Nachdem die Türken den kriegsgefangenen britischen General Townshend mit der Botschaft ihrer Bereitschaft zu Waffenstillstandsverhandlungen nach Moudros entsandt hatten, begannen am Morgen des 27. Oktober die Verhandlungen. Admiral Calthorpe begann die Konferenz unter Ausschluss seines französischen Kollegen Admiral Amet, der als Vertreter des Oberbefehlshabers der französischen Mittelmeerflotte Admiral Gauchet teilnehmen sollte. Die Briten und die Franzosen steckten den Herbst 1918 lang in einem bitteren Streit um das Kommando der alliierten Flotte in der Ägäis. Großbritanniens Alleingang war auch durch Frankreichs ähnliches Verhalten bei dem Waffenstillstandsabkommen mit Bulgarien beeinflusst. Großbritannien versuchte sichtlich, sich eine dominierende Stellung im Nahen Osten zu sichern.

## Vereinbarung
Der Waffenstillstand von Moudros führte zu einer Beendigung des Kampfes zwischen dem Osmanischen Reich einerseits und den Alliierten (Großbritannien, Frankreich, Italien und Japan) repräsentiert durch Großbritannien auf der anderen Seite. Die Vereinbarung besteht aus 25 Klauseln. Sie ist unterschrieben von Admiral Arthur Calthorpe, Marineminister Rauf Orbay, Staatssekretär Rechad Hikmet, Oberstleutnant Saadullah. Laut Punkt 25 der Vereinbarung sollten die Feindseligkeiten ab Donnerstag, den 31. Oktober 1918, zur Mittagszeit beendet werden.
Mit der Unterzeichnung des Waffenstillstandes gaben die Osmanen ihre verbleibenden Stellungen außerhalb Anatoliens auf und übertrugen den Alliierten die Berechtigung, Festungen zu übernehmen, die Dardanellen, den Bosporus, Istanbul (§1), alle Häfen, Eisenbahnverbindungen (§15), Funkverkehr (§12) und die gesamte Flotte an der anatolischen Küstenlinie zu kontrollieren, „im Fall von Unruhen“ die „sechs armenischen Provinzen“ in Ostanatolien zu besetzen (§24) und im Falle einer Bedrohung der alliierten Sicherheit „jeden strategischen Punkt“ zu erobern. Die osmanische Armee sollte abgerüstet und türkische Häfen, Eisenbahnen und andere strategische Punkte wurden der Benutzung durch die Alliierten zur Verfügung gestellt werden.
Die Vereinbarung war also eine rein britisch-türkische Angelegenheit. Jedoch waren die meisten Klauseln am 7. Oktober 1918 bei einer Konferenz der Alliierten gemeinsam erarbeitet worden. Im endgültigen Dokument gab es aber zwei bedeutende Klauseländerungen:
- Der Originalentwurf forderte den sofortigen Abzug der türkischen Truppen aus Kilikien, die endgültige Version gab der Türkei das Recht zu bleiben, falls es zur Aufrechterhaltung von Gesetz und Ordnung nötig war; Kilikien war ein Gebiet, das die Franzosen nach dem Krieg als unter ihrem Einflussbereich stehend sahen, mit dieser Klauseländerung wurden Frankreichs Interessen am Nahen Osten attackiert,
- Der Originalentwurf gab den alliierten Truppen das Recht, beliebige strategische Punkte zu belagern, die endgültige Version fügte hinzu „im Falle einer Situation, die die Sicherheit der Alliierten bedroht“; eine Formulierung, die türkische Innenangelegenheiten beachtete, aber die Tür für Aktionen offen ließ, insbesondere hinsichtlich Aktionen zur Verhinderung der Verbreitung des Bolschewismus aus Russland.[4]

## Folgen
Die Osmanen mussten auf ihr gesamtes Reich mit Ausnahme Anatoliens und eines kleinen europäischen Teils um Istanbul verzichten und verloren damit auch de jure die Kontrolle über ihre Besitzungen auf der Arabischen Halbinsel und im Nahen Osten (Hedschas, Jemen, Syrien, Palästina, Mesopotamien), die ihnen faktisch bereits während des Kriegsverlaufs entrissen worden war. Zusätzlich zur alliierten Besetzung der Schlüsselpositionen rund um das Marmarameer wurden auch Batumi und die Höhen des Taurusgebirges besetzt und die Berechtigung erworben, sechs Provinzen armenischer Bevölkerung im Nordosten von Anatolien im Falle von Unruhen zu besetzen. Durch die Kontrolle über den Bosporus hatten die Alliierten auch die Hauptstadt Konstantinopel unter ihrem Einfluss, was die Jungtürken, die dort eine Revolutionsregierung aufgebaut hatten, zur Flucht zwang. Im Kaukasus musste die Türkei sich hinter die Grenzen zurückziehen, die vor dem Krieg bereits Geltung hatten.
Der Vertrag von Sèvres (1920), der Klauseln zur möglichen Errichtung eines unabhängigen Kurdistans und ein erweitertes Armenien umfasste, hätte die von der Türkei kontrollierten Gebiete weiter verkleinert, aber der Vertrag trat nicht in Kraft, da der Sultan das Parlament auflöste und der Türkische Befreiungskrieg unter der Führung von Mustafa Kemal Atatürk ausbrach. Die Kampfhandlungen richteten sich gegen Griechenland, Armenien und die französische Besatzungsmacht in Anatolien, welche von Großbritannien und Italien unterstützt wurden. An dessen Ende stand der Vertrag von Lausanne mit der neu entstandenen Republik Türkei, der für die türkische Seite deutlich vorteilhafter ausfiel.